# Funkikoa
Funkikoa is een geslacht van hooiwagens uit de familie Epedanidae.
De wetenschappelijke naam Funkikoa is voor het eerst geldig gepubliceerd door Roewer in 1927. 

## Soorten
Funkikoa is monotypisch en omvat slechts de volgende soort:
- Funkikoa maxima